# Colocleora comoraria
Colocleora comoraria är en fjärilsart som beskrevs av Charles Oberthür 1913. Colocleora comoraria ingår i släktet Colocleora och familjen mätare. Inga underarter finns listade i Catalogue of Life.